# Primeiro Justiça
O Primeiro Justiça (em espanhol, Primero Justicia), também conhecido pelo acrônimo PJ, é um partido político venezuelano, fundado em 3 de março de 2000. Defensor do liberalismo social, alinha-se entre o centro e a centro-esquerda no espectro ideológico e reivindica oferecer uma alternativa política ao chavismo.

## História
As origens do partido remetem a 1992 quando ainda era somente uma associação civil formada por um grupo de estudantes universitários de Direito liderados por Alírio Abreu Burelli, ex-magistrado do Tribunal Supremo de Justiça da Venezuela e vice-presidente da Corte Interamericana de Direitos Humanos da Organização dos Estados Americanos (OEA). 

### Eleição legislativa de 2000
Este grupo de universitários, convencidos de que o bolivarianismo defendido pelo ex-presidente Hugo Chávez e materializado após a promulgação da Constituição de 1999 representava, a médio e longo prazo, um risco à justiça e às instituições democráticas venezuelanas, fundaram um partido político a nível nacional para concorrer à eleição legislativa de 2000, que elegeria 165 deputados para a recém-constituída Assembleia Nacional. Entre os fundadores do partido, estavam Henrique Capriles, Julio Borges e Gerardo Blyde, entre outros. Se eleitos, a nova bancada se dedicaria à aprovação de uma reforma do sistema de justiça do país. Ocorrida a eleição em 30 de julho, o partido conquistou 196.787 votos e elegeu 5 deputados.

### Boicote à eleição legislativa de 2005
Na eleição legislativa de 2005, o PJ fez parte do boicote encabeçado pelos demais partidos de oposição ao chavismo e não lançou candidaturas à Assembleia Nacional. Tal decisão acarretou em uma cisão interna entre apoiadores e críticos da medida. Tal divergência culminou na desfiliação de Leopoldo López e Gerard Blyde e consequente filiação destes ao partido Um Novo Tempo (UNT).

### Eleição presidencial de 2006
Para a eleição presidencial de 2006, o partido lançou a candidatura de Julio Borges ao Palácio de Miraflores. Borges depois desistiria da disputa para unificar os esforços da oposição em torno da candidatura de Manuel Rosales pelo UNT, que conquistou 4.292.466 votos (36,9% dos votos válidos), mas que acabou sendo derrotada pelo presidente candidato à reeleição Hugo Chávez, que conquistou 7.309.080 votos (62,8% dos votos válidos).

### Eleições regionais de 2008
Para as eleições regionais de 2008, o partido consegue eleger Henrique Capriles para governador do estado de Miranda, obtendo 583.795 votos (53,11% dos votos válidos) e derrotando o candidato governista do PSUV Diosdado Cabello, assumindo um mandato de 4 anos. 

### Eleições presidenciais de 2012 e 2013
Para a eleição presidencial de 2012, o partido apostou em Henrique Capriles para a disputa contra o Hugo Chávez, que candidatou-se para um terceiro mandato consecutivo após a aprovação da emenda constitucional nº 1/2009, que abolia o limite constitucional de mandatos sucessivos, estabelecido originalmente pela Constituição de 1999. Capriles acabou derrotado por Chávez, conquistando, contudo, 6.591.304 votos (44,55% dos votos válidos).
Derrotado, conseguiria se reeleger governador em 2012. Lançou-se novamente a candidato, em 2013, logo após a morte do ex-presidente Chávez, onde foi novamente derrotado, dessa vez por seu sucessor Maduro.

## Afiliação internacional
Se filiou ao Instituto Internacional Republicano, braço internacional do Partido Republicano dos Estados Unidos. O presidente à época, George W. Bush, ofereceu amplo apoio à nova formação política opositora ao governo de Hugo Chávez, principalmente mediante financiamento direto ao PJ via recursos da também norte-americana Fundação Nacional para a Democracia.